# Рондане (национальный парк)

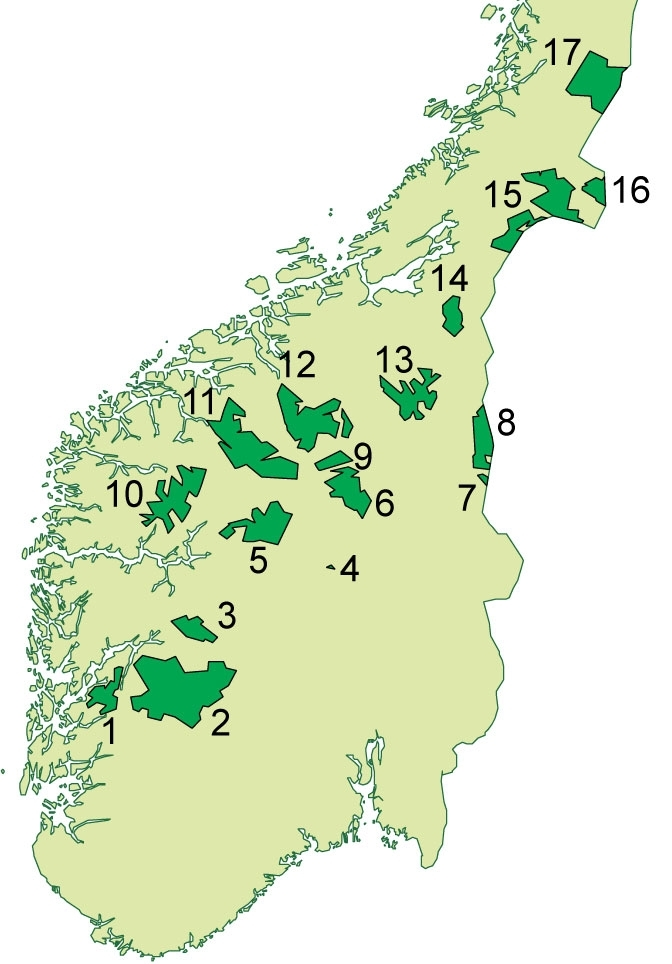
Национальный парк Рондане на данной карте отмечен цифрой 6

Национа́льный па́рк Ро́ндане (норв. Rondane nasjonalpark) — национальный парк в центральной Норвегии, в горном массиве Рондане. Самый первый национальный парк Норвегии, основан в 1962 году. В 2003 году территория парка была существенно расширена, в настоящее время она составляет 963 км². На территории парка расположены 10 вершин высотой свыше 2000 м, высочайшая из них — Рондеслотте (2178 м). Парк представляет собой место обитания стад северных оленей, одно из крупнейших в Норвегии.

## География
Пейзаж Рондане — горные плато, с плавными очертаниями, свидетельствующими о присутствии в прошлом оледенения. В настоящее время Рондане получает недостаточно осадков для того, чтобы поддерживать рост ледников, и на территории парка ледников нет. Практически вся территория парка расположены выше зоны леса (граница зоны леса проходит между 1000 и 1100 метрами), лишь в самых низко расположенных частях парка растёт берёза. Выше 1500 м встречаются только лишайники.

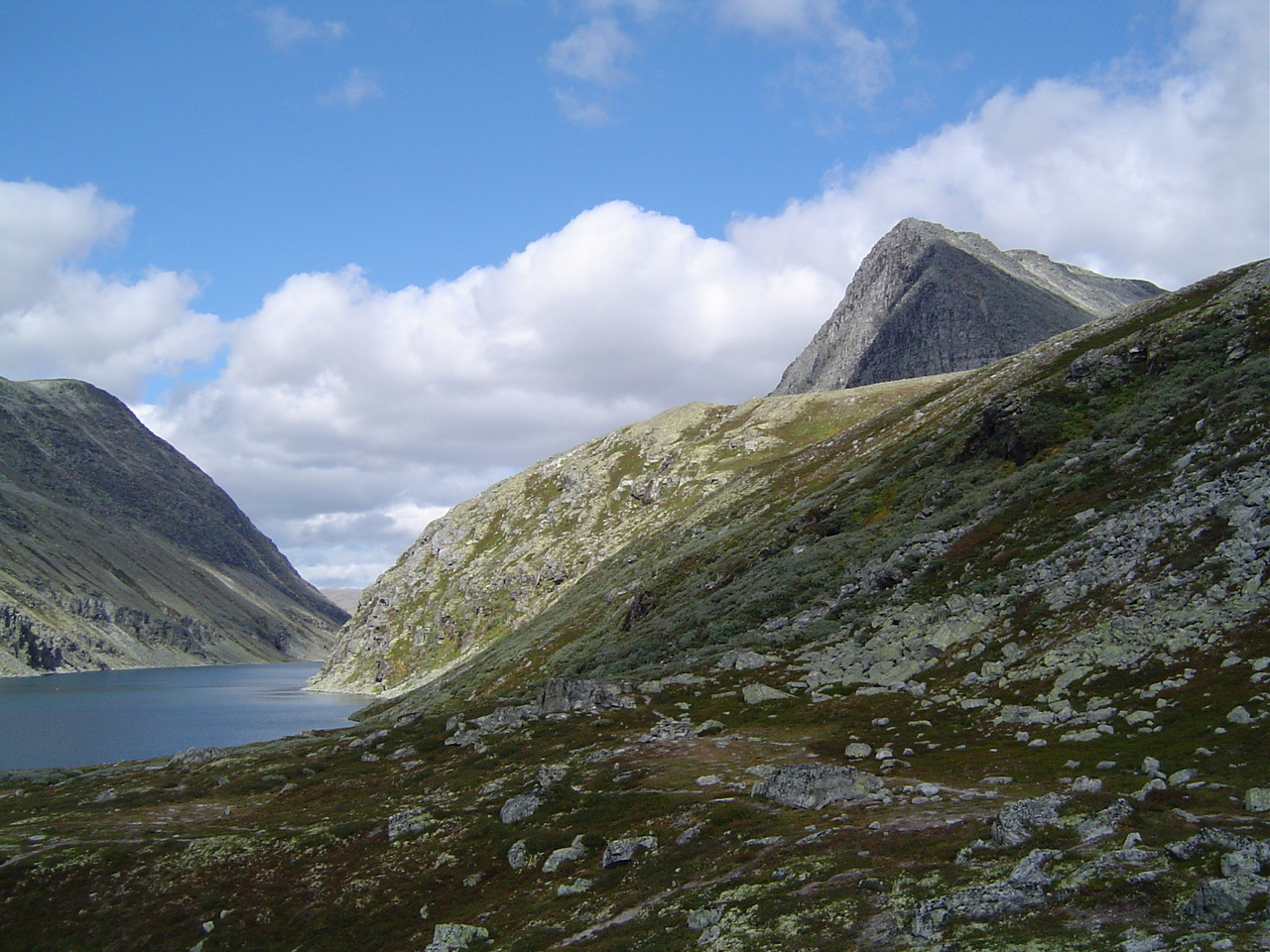
Озеро Рондватне

Плато разделены глубокими долинами, в одной из них расположено узкое и глубокое озеро Рондватне. Центральный массив Рондане изрезан глубокими долинами с плоским дном, во многих из них скапливается снег. От оледенения также сохраняются озёра небольшого размера и холмы, оставшиеся от морен бывших ледников.

## История
Парк был открыт 21 декабря 1962 года после примерно десяти лет планирования и подготовки. Вначале он имел статус природоохранной зоны, потом был преобразован в национальный парк. Площадь парка составляла 580 км². В 2003 году парк был расширен почти в два раза на северо-запад, юг и восток специально с целью защиты северных оленей. Кроме того, одновременно к югу от Рондане был образован национальный парк Довре, южная граница которого отстоит на один километр от северной границы Рондане.

## Туризм
Норвежская туристическая ассоциация поддерживает систему туристических хижин и сеть маркированных троп в парке. Кроме того, по всему парку разрешено свободное перемещение туристов, а также установка палаток везде, кроме непосредственной близости хижин. В парк поднимается автомобильная дорога, которая заканчивается на въезде в парк, далее до озера Рондватне ведёт тропа.